# Elektroporáció

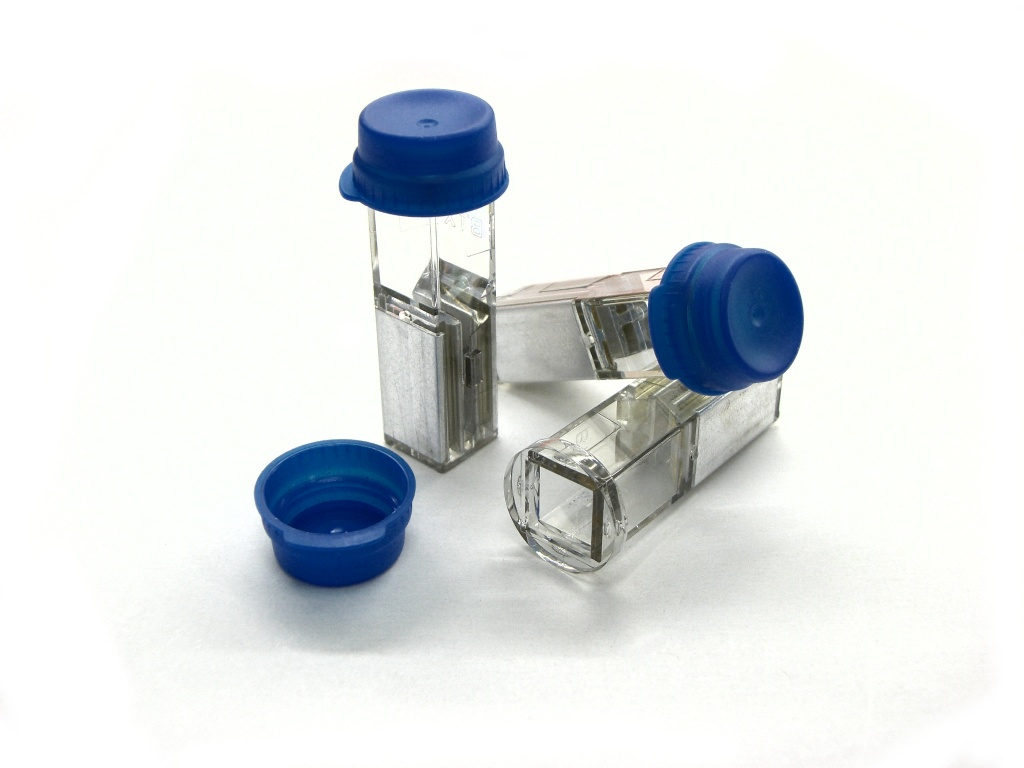
Műanyagküvetták alumínium elektródákkal és kék fedéllel in vitro elektroporációhoz, űrtartalmuk 400 μl.

Az elektroporáció vagy más néven elektropermeabilizáció egy mikrobiológiai technika, amelyben elektromos tér alkalmazásával a sejtmembrán permeabilitását (átjárhatóságát) növelik meg. Ez lehetővé teheti vegyszerek, gyógyszerek, vagy DNS bejutását a sejtbe (ezt elektrotranszfernek is nevezik).
Mikrobiológiában az elektroporációs eljárást gyakran használják baktériumok, élesztőgombák vagy növényi protoplasztok transzformálására (módosítására) új, kódoló DNS bejuttatásával. Ha a baktériumokat és a plazmidokat összekeverjük, a plazmidok elektroporációval átvihetők a baktériumokba, de attól függően, hogy mit viszünk át, erre a célra behatoló peptidek, vagy sejtprés is használható. Az elektroporáció során több ezer voltot (~8 kV/cm) vezetnek át egy elektroporációs küvettában levő sejtszuszpenzió sejtjein. Ezt követően a sejtekkel körültekintően bánnak (hogy jó eséllyel osztódhassanak) majd belőlük új sejtek keletkeznek, amelyek már a reprodukált plazmidokat tartalmazzák. Ez az eljárás körülbelül tízszer hatékonyabban növeli a sejtmembrán permeabilitását (átjárhatóságát), mint a kémiai transzformáció (átalakítás).
Az elektroporáció rendkívül hatékony idegen gének szövettenyésztő sejtekbe, különösen emlőssejtekbe történő bejuttatására is. Például kiütött egerek (melyekben mesterségesen, kicserélnek, vagy inaktiválnak egy-egy gént) létrehozásakor, valamint daganatkezelésben, génterápiában és sejtalapú terápiában használják. Az idegen DNS eukarióta sejtekbe való bejuttatásának folyamatát transzfekciónak nevezik. Az elektroporáció rendkívül hatékony a szuszpenzióban lévő sejtek elektroporációs küvetták segítségével történő transzfektálására. Szintén hatékonynak bizonyult az in vivo szöveteken történő alkalmazásra, az in utero (méhbeli) alkalmazásokra, valamint az in ovo (petesejtbeli) transzfekcióra. A tapadó sejtek elektroporációval is transzfektálhatók, így a kutatóknak alternatívát kínálnak a sejtek transzfekció előtti tripszines kezelésre. Az elektroporáció egyik hátulütője, hogy a folyamat után több mint 7000 gén génexpressziója befolyásolható. Ez nehézséget okozhat azokban a vizsgálatokban, ahol a génexpressziót ellenőrizés alatt kell tartani, mert fontos, hogy a 7000 közül csakis a kívánt génekre vonatkozzanak a módosítások.
Bár a tömeges elektroporációnak számos előnye van a fizikai bejuttatási módszerekhez, például a mikroinjektáláshoz és a génbelövéshez képest, de ennek is vannak korlátai, hátrányai, például, hogy a kezelt sejteknek visszaesik az életképessége. Dolgoztak az elektroporáció miniatürizálásán, ami elvezetett a szövetek mikroelektroporációjához és nanotranszfekciójához. Ezekben elektroporáción alapuló technikákat alkalmaztak, melynek során nanocsatornákon keresztül, minimálisan invazív beavatkozással szállították a bejuttatandó anyagot a sejtekbe.
Az elektroporációt a sejtfúzió beindítására is alkalmazták. A mesterségesen megindított sejtfúzió felhasználható különböző betegségek, például cukorbetegség vizsgálatára és kezelésére, a központi idegrendszer axonjainak regenerálására  és kívánt tulajdonságokkal rendelkező sejtek előállítására, például rák elleni immunterápia vakcináiban. A sejtfúzió első és legismertebb alkalmazása volt a monoklonális antitestek előállítása a hibridóma technológiában. Ebben az esetben hibrid sejtvonalak (hibridómák) jönnek létre úgy, hogy specifikus antitestet termelő B-limfocitákat fuzionálnak mielóma (B-limfocitarák) sejtvonallal.

## Laboratóriumi gyakorlat
Az elektroporációt elektroporátorokkal végzik, olyan speciális készülékekkel, amelyek elektrosztatikus mezőt hoznak létre a sejtszuszpenzióban amit olyan üveg, vagy műanyag küvettába pipettázzuk, amelynek oldalán két alumínium elektróda található. Bakteriális elektroporációhoz általában körülbelül 50 mikroliteres szuszpenziót használnak, amit a művelet előtt összekeverik a transzformálandó plazmiddal és ezt a keverék kerül a küvettába. Ezután az elektroporátoron, beállítjuk a feszültséget és a bele helyezett küvettának megfelelő kapacitást és elindítjuk a kezelést. A folyamatban a sejtszuszpenziónak közvetlenül (elektromosan) érintkeznie kell az elektródákkal. Azonnal az elektroporáció után egy milliliter folyékony tápoldatot adunk a baktériumokhoz (a küvettában vagy egy Eppendorf-csőben) majd a keveréket a baktériumok optimális hőmérsékletén, egy órán át, vagy tovább inkubáljuk, hogy lehetővé tegyük a sejtek regenerálódását és bennük a plazmid expresszióját, végül agarlemezen kitenyésztjük őket.
Az elektroporáció sikere nagymértékben függ a plazmidoldat tisztaságától, különösen annak sótartalmától. A magas sókoncentrációjú oldatok elektromos kisülést (villamos ív) okozhatnak, ami csökkenti a baktériumok életképességét. Figyelmet kell fordítani az elektorporátor kimeneti impedanciájára és a sejtszuszpenzió bemeneti impedanciájára (pl. sótartalom szabályozásával).
Mivel a sejtmembrán elektromosan szigetelő, nem engedni át az áramot (az ioncsatornákat kivéve), elektromos kondenzátorként működik. Ha a membránokat nagyfeszültségű elektromos térbe tesszük, az átmenetileg átszakíthatja őket, olyan pórusokat eredményezve, amelyek elég nagyok ahhoz, hogy rajtuk keresztül makromolekulák (például DNS) bejussanak, vagy elhagyják a sejtet.
Ezenkívül az elektroporációt a sejtek permeabilitásának növelésére lehet használni méhen belüli injekciók és műtétek során. Elektroporációval lehetővé vált a DNS, RNS és az összes nukleinsav hatékonyabb transzfekciója az egerek és patkányok sejtjeibe. Az in vivo elektroporáció sikere nagyban függ az alkalmazott feszültségtől, impulzusoktól és azok időtartamától, és ismétlésük számától. A kifejlődésben levő központi idegrendszerek a leghatékonyabbak az in vivo elektroporációra, mivel jól látható, hova kell bejuttatni a nukleinsavat, valamint az osztódó sejtek fokozott áteresztőképessége is előnyös. A méhbeli embriók elektroporációját a méh falán keresztül hajtják végre, gyakran csipesz-típusú elektródákkal, hogy minimalizálják az embrió károsodását.

## In vitro-és állatkísérletek
Az in vivo génelektrotranszfert először 1991-ben írták le de mostanra már számos preklinikai vizsgálatot végeztek a gén-elektrotranszferrel. A módszert terápiás gének bejuttatására használják számos betegség lehetséges kezelésére, mint például: immunrendszeri rendellenességek, daganatok, anyagcserezavarok, monogenetikus betegségek, szív- és érrendszeri betegségek, fájdalomcsillapítás.
Irreverzibilis elektroporáció alkalmazásaként, az egerekbe beültetett rosszindulatú bőrdaganatok első sikeres kezelését 2007-ben végezte egy tudóscsoport. A kezeléssel sikerült elérniük, hogy 13 egérből 12-nél a tumor teljesen eltűnt. Ehhez 0,0001 másodperces impulzusokat alkalmaztak 0,3 Hz frekvenciával és 2500 V/cm elektromos térerősséggel a bőrdaganatok kezelésére.

## Orvosi alkalmazások
Az elektroporáció első orvosi alkalmazását gyengén átjutó rákellenes szerek daganatcsomókba juttatására használták. Hamarosan a génelektrotranszfer is elterjedt technika lett alacsony költsége, könnyű megvalósíthatósága és biztonságossága miatt. A vírusvektoroknak ugyanis komoly korlátai lehetnek az immunogenitás és a patogenitás tekintetében, ha DNS-átvitelre használják őket.
Az irreverzibilis elektroporációt szívablációs terápiaként alkalmazzák a szívizom nagyon kis területeinek elpusztítására, ami a szívritmuszavarok kezelésére szolgál. Ennek során a szívkatéter nagyfeszültségű, ultragyors elektromos impulzussorozatokat bocsát ki, amelyek megmaradó pórusokat képeznek a sejtmembránokban, ami végül a sejt pusztulását eredményezi. Úgy gondolják, hogy jobb szelektivitást tesz lehetővé, mint a korábbi technikák, amelyek hőt vagy hideget használtak nagyobb mennyiségű izom elölésére.
Sertéseknél magasabb elektroporációs feszültségre van szükség ahhoz, hogy visszafordíthatatlanul (irreverzibilisen) elpusztítsa a célsejteket egy szűk területen, miközben a szomszédos sejteket érintetlenül maradnak. Ez ígéretes új kezelést jelent a rák, a szívbetegség és más olyan betegségek kezelésére, amelyeknél szövet eltávolítása szükséges. Az irreverzibilis elektroporáció (IRE) azóta hatásosnak bizonyult az emberi rák kezelésében, a Johns Hopkins és más intézmények sebészei ma már a hasnyálmirigyrák kezelésére használják a technológiát.
Szintén beszámoltak már a génelektrotranszfer I. fázisú klinikai vizsgálatáról áttétes melanomában szenvedő betegeknél. Az interleukin-12-t kódoló gén (pIL-12) elektroporáció által közvetített bejuttatását végezték, ellenőrizték a biztonságosságát, a tolerálhatóságát és a terápiás hatását és arra a következtetésre jutottak, hogy a gén elektrotranszfer pIL-12-vel biztonságos és jól tolerálható. Emellett részleges vagy teljes hatás volt kimutatható távoli, nem kezelt metasztázisokban (áttétekben) is. Ezen eredmények alapján már azt tervezik, hogy áttérnek a II. fázisú klinikai vizsgálatra. Jelenleg számos, gén-elektrotranszferre vonatkozó klinikai vizsgálat folyik ahol az elektromos impulzusokkal beadott DNS-vakcinával történő immunizálás biztonságát, tolerálhatóságát és hatékonyságát tesztelik.

### N-TIRE
A nem termikus irreverzibilis elektroporációnak (N-TIRE: non-thermal irreversible electroporation) nevezett, közelmúltbeli technika sikeresnek bizonyult számos, különböző típusú daganat és más nem kívánt szövetek kezelésében. Ezt az eljárást kis (körülbelül 1 mm átmérőjű) elektródák segítségével végzik, amelyeket a célszövet belsejébe vagy az körül helyeznek el, hogy rövid, ismétlődő elektromos áramot adjanak ki előre meghatározott feszültséggel és frekvenciával. Ezek az elektromos impulzusok növelik a nyugalmi transzmembrán potenciált (TMP), így nanopórusok képződnek a plazmamembránban. Amikor a szövetre alkalmazott elektromos potenciál meghaladja a célszövet transzmembrán potenciálját, a sejtmembránon kialakuló nanopórusoktól az tartósan áteresztővé válik. A sejtek nem tudják kijavítani ezt a károsodást és a homeosztázis elvesztése miatt elpusztulnak. Az N-TIRE előnyösebb, mint a többi, korábbi tumorablációs technika, mivel nem okoz hőkárosodást a körülötte lévő szövetben.

### H-FIRE
Egy újabb technikát fejlesztettek ki, az úgynevezett nagyfrekvenciás irreverzibilis elektroporációt (H-FIRE: high-frequency irreversible electroporation). Ebben a technikában az elektródákra nagy frekvenciájú bipoláris elektromos impulzusokat adnak a kezeléskor. Ez a fajta eljárás ugyanolyan sikeres a tumor ablációjában (tumoros sejtek elölésében), mint az N-TIRE, de ahhoz képest meg van az az előnye, hogy a H-FIRE nem okoz izomösszehúzódást a páciensben, így alkalmazásához nincs szükség az izmokat ideiglenesen bénító szerre. Ezenkívül a H-FIRE-ről kimutatták, hogy kiszámíthatóbb ablációkat produkál, mivel a szövetek elektromos tulajdonságai között kisebb a különbség a magasabb frekvenciákon, nem kell a kezelni kívánt szövetre jellemző paramétereket megkeresni.

### Hatóanyagok és gének bejuttatása
Az elektroporáció arra is használható, hogy elősegítse hatóanyagok, vagy gének sejtbe juttatását. Rövid és intenzív elektromos impulzusok alkalmazásával, amelyek átmenetileg áteresztővé teszik a sejtmembránt, lehetővé téve a sejtmembránon keresztül egyébként át nem jutó molekulák bejutását. Ezzel az eljárással kemoterápiás szereket, vagy DNS-t juttatnak be, terápiás céllal. A Karolinska Intézet és az Oxfordi Egyetem tudósai az exoszómák elektroporációját használják siRNS-ek, antiszensz oligonukleotidok, kemoterápiás szerek és fehérjék specifikusan az idegsejtekbe való eljuttatására, vérbe keverve őket. Mivel ezek az exoszómák így már képesek átjutni a vér-agy gáton, ez megoldást jelenthet a központi idegrendszerbe való rossz hatóanyag bejutás problémájára. Lehetőség adódhat, többek között az Alzheimer-kór, a Parkinson-kór és az agytumor kezelésére.

## A működés fizikai alapjai

A sejtmembrán keresztmetszetének rajza, amely a lipidek elméleti elrendezését mutatja. A felső egy hidrofób pórust mutat, az alsó pedig egy hidrofil pórust.

Az elektroporáció lehetővé teszi olyan, elektromosan erősen töltött nagymolekulák, (például DNS) sejtekbe történő bejuttatását, amelyek soha nem diffundálnának át maguktól a hidrofób kettősrétegű magon keresztül. A folyamat valószínűleg úgy játszódik le, hogy nanométeres méretű, vízzel teli lyukak jönnek létre a membránban. Ezekről az elektropórusokról sikerült fényképet készíteni olyan lipid kettősrétegen, amit cseppfelületen hoztak létre. Az óriás unilamelláris vezikulákhoz adott citoszkeletális fehérjék viszont megakadályozták a látható elektropórusok kialakulását. Kísérletileg sikerült kimutatni, hogy az aktin hálózatok szabályozzák a sejtmembrán permeabilitását. Bár az elektroporáció és az átütés (elektromos szigetelőképesség megszűnése) egyaránt az elektromos tér alkalmazásának eredménye, az érintett mechanizmusok alapvetően eltérőek. Átütés esetén az addig szigetelő anyag ionizálódik, ami benne egy elektromosan vezető csatornát hoz létre, a változás tehát kémiai jellegű. Ezzel szemben az elektroporáció során a lipidmolekulák kémiailag nem módosulnak, hanem csak elmozdulnak, pórust nyitva maguk között, amely vízmolekulákkal megtelve, elektromosan vezető csatornává válik, a szigetelő kettős rétegen keresztül.
Az elektroporáció egy dinamikus jelenség, amely a sejtmembrán minden pontján a lokális transzmembrán feszültségtől függ. Általánosan elfogadott, hogy egy adott impulzus-időtartam és impulzusalak esetén az elektroporáció kialakulásához van egy transzmembrán feszültségküszöb (0,5 V-1 V). Ebből származtatható az elektroporációhoz szükséges elektromos térerősség küszöbértéke (Eth). Csak azok a sejtek elektroporáltak, ahol E≧Eth. Ha az alkalmazott térerősségel elérünk, vagy meghaladunk egy második küszöböt (Eir), az elektroporáció már veszélyezteti a sejtek életképességét: bekövetkezik az irreverzibilis elektroporáció (IRE).
Az elektroporáció egy többlépcsős folyamat, több különálló fázissal. Először egy rövid elektromos impulzust kell alkalmazni. A tipikus paraméterek 300-400 mV kevesebb, mint 1 ms ideig a membránon keresztül. Megjegyzendő, hogy a sejtszuszpenzióval végzett kísérletekben használt feszültségek általában sokkal nagyobbak, mivel az általa kialakított elektromos tér nagy távolságból hat a szuszpenzióban levő sejtekre, így a tényleges membránra ható tér csak töredéke a szuszpenzióra kapcsolt teljes elektromos térnek. Ilyenkor a sejtmembrán kondenzátorként töltődik fel a környező oldatból odavándorló ionok révén. Az Eth kritikus térerősség elérése után a lipidmorfológia gyors átrendeződése következik be a membrán kis részein, lokalizáltan. Az így létrejövő szerkezetről azt gondolják, hogy ez egy "előpórus", mivel nem elektromosan még vezető, de a helyén gyorsan kialakul egy vezető pórus. Az ilyen előpórusok létezését leginkább a pórusok "sistergése" bizonyítja, ami a vezető és a szigetelő állapot közötti átmenetre utal. Feltételezték, hogy ezek az előpórusok kicsi (~3 Å) hidrofób elváltozások. Az elmélet szerint a vezetőképes állapotba való átmenet a pórus szélén bekövetkező átrendeződéssel magyarázható, amelyben a lipidfejek összecsukódnak és ezzel hidrofil határfelület jön létre. Ezek a vezetőképes pórusok később begyógyulhatnak és újra lezárhatják a kettős réteget, vagy még inkább kitágulhatnak és végül elszakíthatják azt. Ez attól függ, hogy a membránon az elváltozás mérete túllépi-e a kritikus méretet, ami az alkalmazott tértől, a helyi mechanikai igénybevételtől és a kettős réteg energiájától függ.

### Gén-elektroporáció
Megfelelő erősségű elektromos impulzusok alkalmazásával növekedik a sejten a transzmembrán potenciálkülönbség, ami a membrán destabilizálódását idézi elő. A sejtmembrán permeabilitása (áteresztőképessége) megnövekszik és olyan molekulák jutnak be a sejtbe, amik egyébként soha. Bár a génelektrotranszfer mechanizmusai még nem teljesen ismertek, azt már kimutatták, hogy a DNS bejuttatása csak a membrán katód felé eső részében történik és a sikeres transzfekcióhoz több lépés szükséges: a DNS elektroforetikus vándorlása a sejt felé; DNS beépülés a membránba; transzlokáció a membránon keresztül; DNS mozgása a sejtmag felé; DNS átjutása a sejtmag burkon keresztül és végül a génexpresszió.

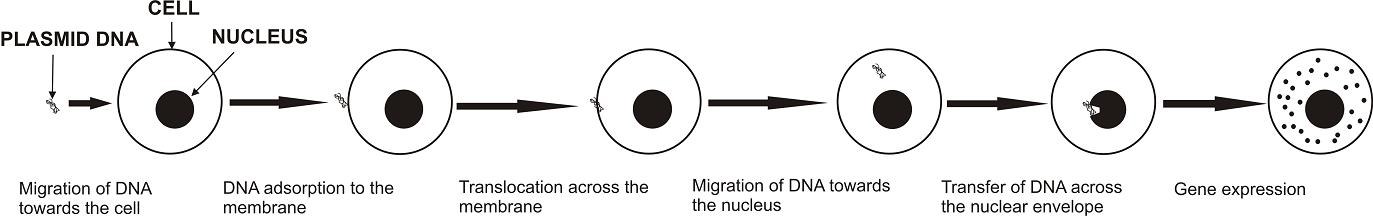
DNS mozgása a sejt felé -> kitapadás a membránra -> átjutás a membránon -> mozgása a sejtmag felé -> A DNS átjutása a sejtmag burkán -> génkifejeződés

A génelektrotranszfer hatékonyságát számos tényező befolyásolhatja, mint például: hőmérséklet, elektromos impulzusok paraméterei, DNS-koncentráció, használt elektroporációs puffer, sejtméret és a sejtek azon képessége, hogy expresszálják a transzfektált géneket. Az in vivo génelektrotranszfer, a DNS-diffúzió az extracelluláris mátrixon keresztül, a szövet tulajdonságai és az általános szöveti vezetőképesség szintén döntő jelentőségűek.

## Története
Már az 1960-as években ismerték, hogy külső elektromos tér alkalmazásával nagy membránpotenciál hozható létre a sejt két pólusán. Az 1970-es években felfedezték, hogy amikor a membránpotenciál eléri a kritikus szintet, a membrán átjárhatóvá válik, de ez később visszaállhat. Az 1980-as évekre már az így létrejövő nyílást arra használták, hogy rajta keresztül különféle anyagokat, molekulákat juttassanak a sejtekbe.

## Fordítás
Ez a szócikk részben vagy egészben  az   Electroporation című angol Wikipédia-szócikk ezen változatának fordításán alapul.  Az eredeti cikk szerkesztőit annak laptörténete sorolja fel. Ez a jelzés csupán a megfogalmazás eredetét és a szerzői jogokat jelzi, nem szolgál a cikkben szereplő információk forrásmegjelöléseként.